# Mayer Levi

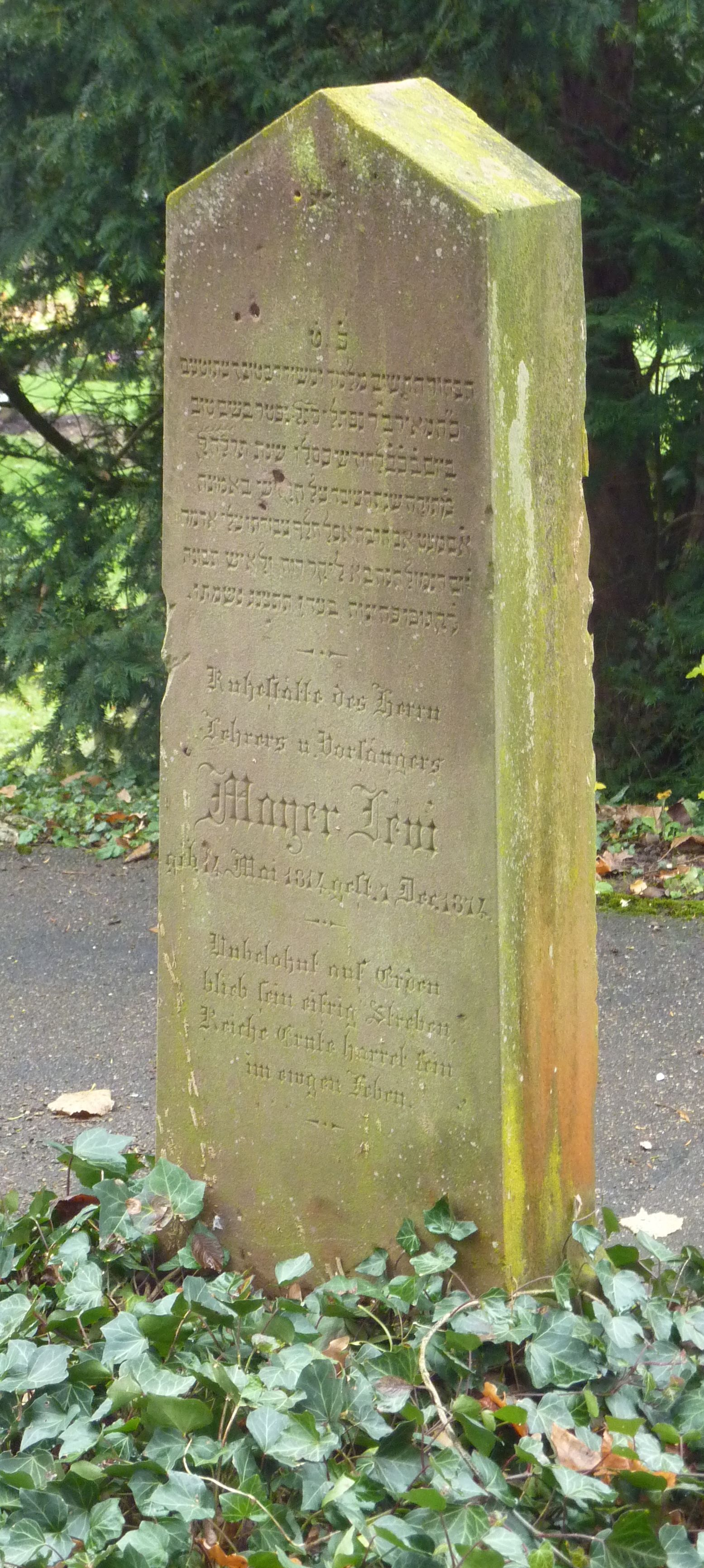
Mayer Levis Grabstein mit den Lebensdaten 14. Mai 1814 bis 7. Dezember 1874

Mayer Levi (* 14. Mai 1814 in Rottweil; † 7. Dezember 1874) war ein deutscher Chasan aus der ersten Kantorengeneration, die in Süddeutschland auch am Lehrerseminar ausgebildet wurde. Er hinterließ umfangreiche Aufzeichnungen zur geistlichen jüdischen Musik seiner Zeit und eine Dokumentation des alten jüdischen Friedhofs in Esslingen am Neckar.

## Leben
Mayer Levi verlor schon als Kleinkind seinen Vater und zog mit seiner Mutter im Jahr 1816 nach Esslingen. Dort wurde er zunächst im Cheder unterrichtet. Ab 1824 besuchte er die staatlich beaufsichtigte Jüdische Schule in Esslingen. 1828 erhielt er seine Zulassung zum örtlichen Lehrerseminar, an dem er 1831 seinen Abschluss erreichte.
Am Lehrerseminar war Leopold Liebmann sein Chasanut-Lehrer. Da für das Kantorsstudium am Seminar aber nur wenige Stunden angesetzt waren, vervollständigten Levi und andere angehende Kantoren ihre diesbezügliche Ausbildung außerhalb des Seminars bei Kantoren der alten Schule, darunter bei Samuel und Nathan Ederheimer. Der Einfluss dieser beiden Chasanim lässt sich in seinen späteren Aufzeichnungen nachweisen. Beide stammten aus Ederheim bei Nördlingen, das nicht weit von Oberdorf, dem Geburtsort von Löw Sänger, lag. Sänger war der erste Kantor der neu gegründeten jüdischen Gemeinde in München; seine Melodien wurden von Samuel Naumbourg aufgezeichnet und 1932 von Abraham Idelsohn veröffentlicht. Ihre Spuren finden sich bei Mayer Levi wieder. Auch sein Stiefvater Alexander Mai, der an Feiertagen als Laienkantor auftrat, dürfte Levi beeinflusst haben.

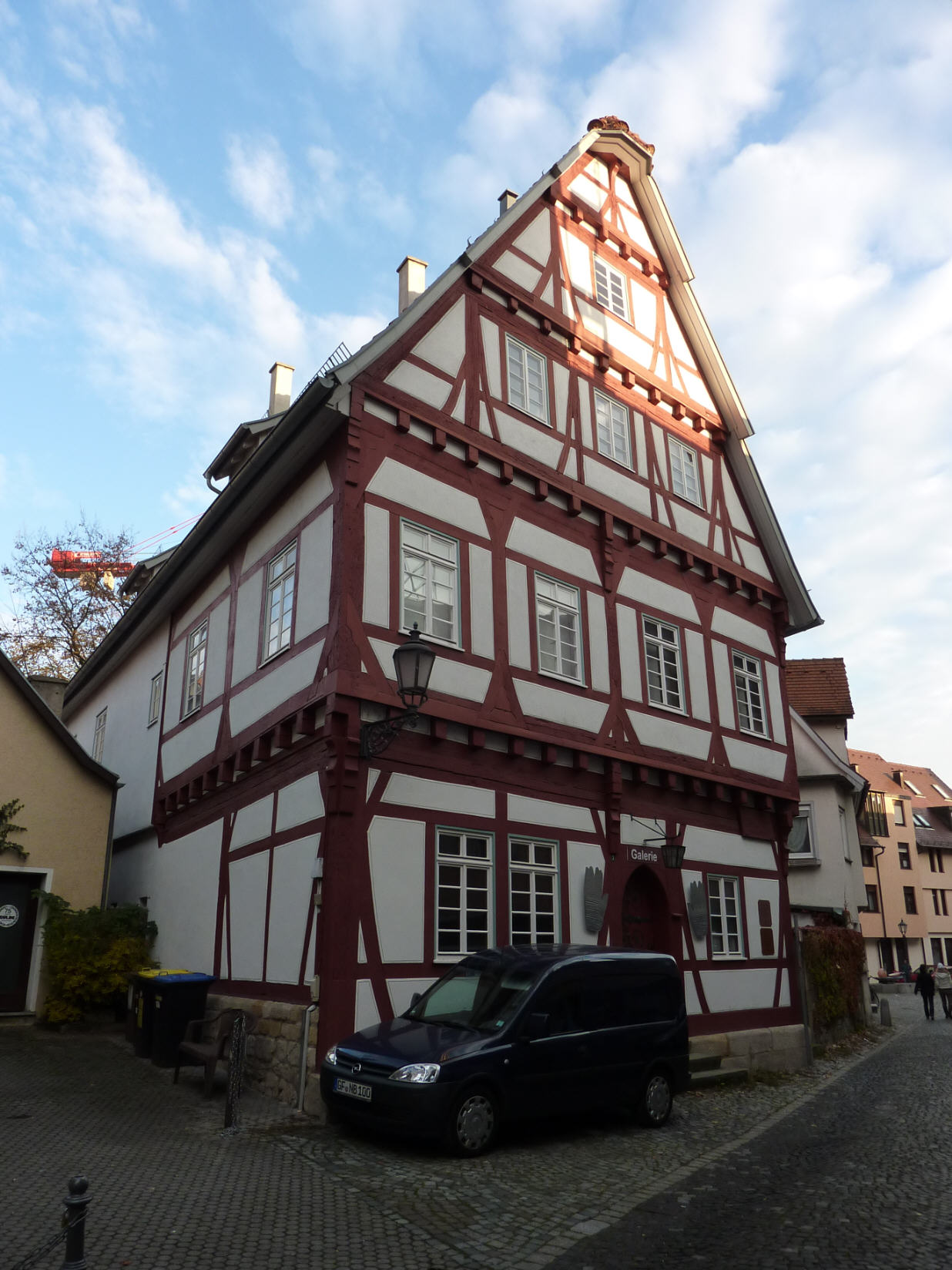
Im Heppächer 3, Esslingen (Synagoge)

Mayer Levi wurde nach Abschluss seiner Studien zunächst 1832 Chasan und Lehrer in Eschenau. 1836 wechselte er nach Mergentheim und noch im selben Jahr begann er in Aldingen zu arbeiten, wo er bis 1843 tätig war. Nach einer kurzen Arbeitsphase in seiner Geburtsstadt wurde er am 29. August 1844 Kantor in Esslingen, denn nachdem 1842 das jüdische Waisenhaus in der Entengrabenstraße eröffnet worden war, war ein zweiter Lehrer und Kantor nötig geworden. Er bezog in Esslingen eine Wohnung im Heppächer in dem Haus, in dem auch die Synagoge untergebracht war. Zwar plante er in den 1840er Jahren die Auswanderung in die Vereinigten Staaten, doch verzichtete er 1849 auf die Ausführung dieses Plans und blieb bis zu seinem Tod in Esslingen. Er war der erste Tote, der auf dem israelitischen Teil des Ebershaldenfriedhofs bestattet wurde; sein Grabmal ist dort erhalten geblieben.
Levi arbeitete nicht nur als Chasan und damit als Vorbeter in der Synagoge und Religionslehrer, sondern er erhielt auch eine Sondergenehmigung zur Ausübung der Tätigkeit eines Schächters, die damals eigentlich schon nicht mehr der Amtswürde eines Chasan entsprach und entsprechend mit einem Verbot belegt worden war. Er gründete einen Synagogenchor, der allerdings schon vor 1860 wieder aufgelöst wurde, und war ab 1845 Lehrer für Chasanut und liturgische Texte am Esslinger Lehrerseminar.
Geoffrey Goldberg, der sich in mehreren Arbeiten mit Mayer Levi und dessen Nachlass beschäftigt hat, stellt fest, dass weder dieser Lebenslauf noch Levis musikalisches Ingenium spektakulär war, betont aber andererseits: „Und doch war Mayer Levi kein gewöhnlicher Kleinstadt-Chasan. Denn für eine ganze Generation württembergischer Kantoren war er auch der Lehrer der Chasanut - der heiligen Gesänge der Synagoge. In dieser Funktion sah er die Notwendigkeit, [...] eine Sammlung zu erstellen, in die er die liturgischen Gesänge und Melodien im Einklang mit den traditionellen Formen der süddeutschen Juden übertrug [...] So können wir heute zu Recht Mayer Levis Sammlung als eines der wichtigsten Dokumente der aschkenasischen Chasanut aus der Zeit der europäischen Emanzipation des Judentums betrachten [...]“

## Tradition und Wandel der Kantorenausbildung zu Levis Zeit
Das Amt eines Chasans war durch die Ausschmückung der Liturgie notwendig geworden, die für aschkenasische Synagogen typisch ist und insbesondere in Süddeutschland Tradition hatte. Hier war der Chasan auch, anders als in osteuropäischen Synagogen, die eigens einen Tora-Leser beschäftigten, mit dem Amt betraut, öffentlich aus der Tora vorzulesen bzw. aus dem hebräischen Text des Alten Testaments vorzusingen. Je mehr Gewicht die musikalische Ausgestaltung der Gottesdienste – parallel zur Ausgrenzung der Juden aus dem kulturellen und musikalischen Leben der christlichen Kreise – gewann, desto wichtiger wurde das Amt des Chasan. So entwickelte es sich nach und nach zu einem vollwertigen Beruf.
Dieser wurde traditionellerweise durch mündliche Überlieferung erlernt, d. h., der Lehrling hörte und wiederholte das Repertoire seines Lehrherrn, eines erfahrenen Kantors. Bis ins späte 18. Jahrhundert wurde fast nichts davon schriftlich niedergelegt, und nur in Deutschland entwickelte sich um die Mitte des 19. Jahrhunderts der Brauch, durch musikalische Notation die Tradition auch schriftlich zu gewährleisten. Mayer Levis Aufschriebe sind ein Zeugnis dieser Entwicklung. Diese wurde in Württemberg durch den Übergang vom Schutzjudentum zur Anerkennung der allgemeinen jüdischen Religionsgemeinschaft unterstützt, der 1828 erfolgte. Im Zuge dieser Entwicklung wurde das alte System der oft aus Osteuropa eingewanderten und weiterhin ein Wanderleben führenden Gesangslehrer zurückgedrängt. In Levis frühen Schriftzeugnissen finden sich noch Spuren dieses alten Meshorerstils: Der Chasan wurde meist von zwei Lehrlingen („Meshorerim“), einem Knabensopran („Singerl“) und einem Bass, begleitet, die ihm assistierten. In Württemberg wurden die Meshorerim bis 1838 allmählich ausgeschlossen, womit das Lehrlingssystem hier sein Ende fand; zugleich wurde die Ausbildung der Chasanim erstmals offiziell geregelt: Ab 1828 musste eine mehrteilige Prüfung am Lehrerseminar abgelegt werden, um die Qualifikation eines Lehrer-Kantors zu erhalten. Über ein Drittel der Kantoren alten Schlags fühlten sich diesen Anforderungen nicht gewachsen und mussten sich nach anderen Verdienstquellen umsehen.

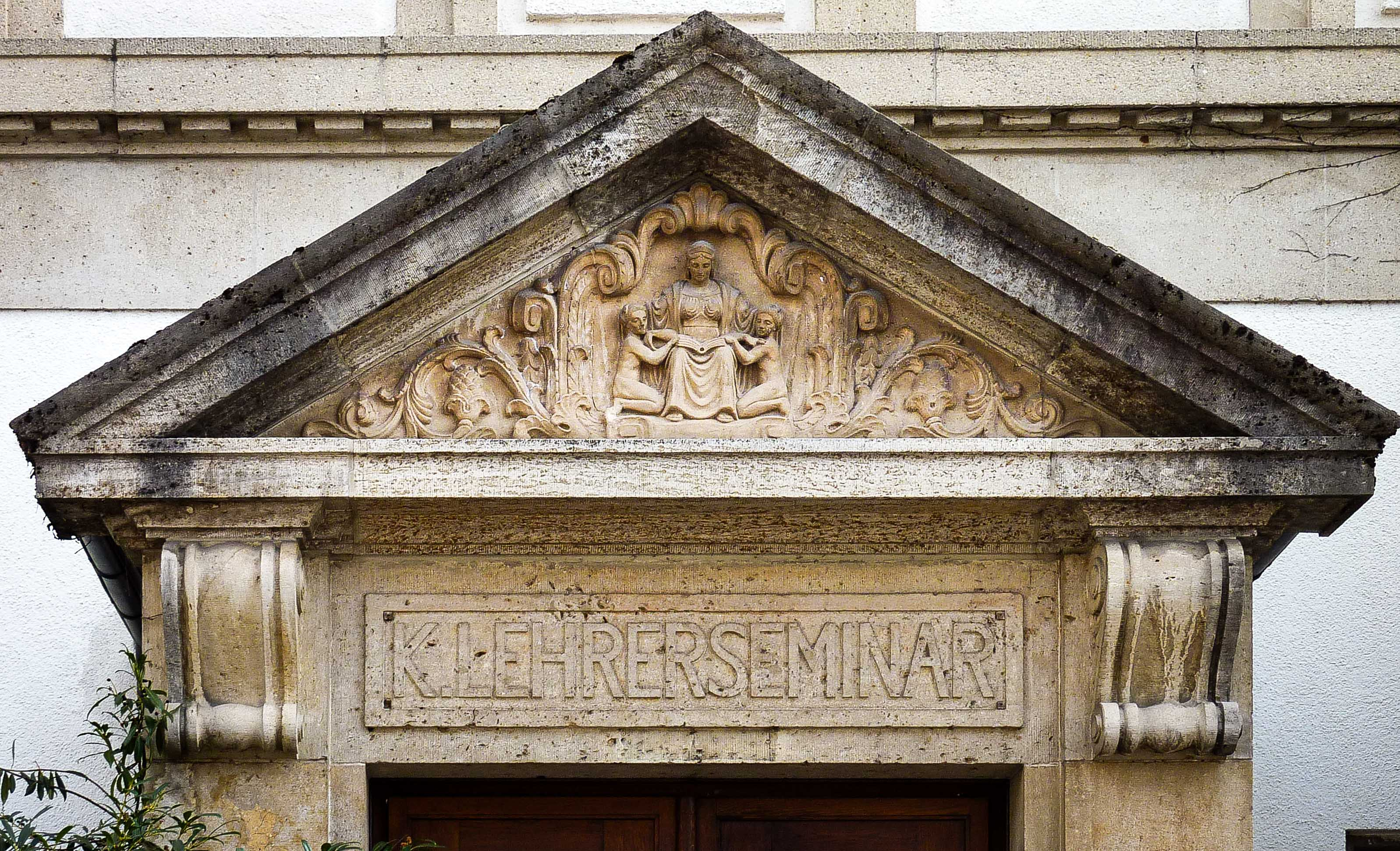
Eingangsschmuck des einstigen Lehrerseminars in Esslingen

1831 wurde ein Gesetz erlassen, in dem die Personalunion von Kantor und Religionslehrer in Württemberg endgültig offiziell bestätigt wurde; in Baden war diese Vereinigung schon 1824, in Bayern 1828 geschehen, weitere Länder folgten alsbald. Der Kantor war auch verpflichtet, zu predigen und andere pastorale Tätigkeiten auszuführen, wenn in einer Gemeinde kein Rabbi vorhanden war. In Württemberg wurden die Aufgaben der Chasanim ab 1831 durch die Königlich Israelitische Oberkirchenbehörde detailliert festgelegt: 1838 wurde eine Gottesdienst-Ordnung erlassen, 1841 die Amts-Instruction für die Vorsänger veröffentlicht. Mayer Levi gehörte zur ersten Generation der jungen Kantoren, die mit diesen Vorschriften vertraut waren und sich wohl auch in allen Einzelheiten an sie hielten. Sie waren es auch, die schriftliche Kompendien zur Unterstützung der Studenten und der unerfahrenen Chasanim zusammenstellten und damit zur Dokumentation einer heute untergegangenen Tradition beitrugen.

## Mayer Levis musikalisches Kompendium
Die vierzehn erhaltenen und bekannten Bände des Levischen Kompendiums tragen folgende Titel:
1. Zusätzliche Andacht („musaf“) zu Rosch Hashanah (Serie A)
2. Nachmittagsandacht („minchah“): Sabbat, Feiertage, hohe Festtage (Serie A)
3. Abendandacht („ma'ariv“) zu Rosch Hashanah und Jom Kippur (Serie A)
4. Buch Esther („megillat Ester“) (Serie A)
5. Fasten zu Av („tisha B'Av“) (Serie A)
6. Morgenandacht („shacharit“) zu Rosch Hashanah (Serie B)
7. Morgenandacht („shacharit“) zu Jom Kippur (Serie B)
8. Zusätzliche Andacht („musaf“) zu Rosch Hashanah (Serie B)
9. Der Abend des Jom Kippur („kol nidrei“) (Serie B)
10. Morgenandacht („shacharit“) zu Rosch Hashanah (Serie C)
11. Abschlussandacht („ne'ilah“) zu Jom Kippur (Serie C)
12. Morgenandacht („shacharit“) zu Jom Kippur (Serie D)
13. Zusätzliche Andacht („musaf“) zu Jom Kippur (Serie D)
14. Pilgerfest („shalosh regalim“) (Serie D)[6]

Mayer Levis erhaltenes Werk umfasst mindestens die genannten 14 Bände, von denen sich zwölf heute in den USA befinden: Acht werden signaturlos im Gratz College in Philadelphia aufbewahrt (Serie A und D), vier im Hebrew Union College – Jewish Institute of Religion in Cincinnati (Serie B). Diese sind unter Birnbaum Collection, Mus. Add. 26, Bd. 1–4 zu finden. Die beiden in Deutschland vorhandenen Bände befinden sich in der Stadt- und Universitätsbibliothek Frankfurt am Main (Serie C). Sie tragen die Signaturen Mus. hs. 2780 und Ms. hebr. oct. 272 und sind beide auch digital verfügbar. Diese in Deutschland befindlichen Bände wurden früher Abraham Baer zugeschrieben; Goldberg konnte aber nachweisen, dass sie von Mayer Levi stammen.
Wie und wann die verschiedenen Teile des Levischen Werks an diese Standorte gelangten, ist nicht ganz geklärt. Abraham Zevi Idelsohn, der am Hebrew Union College lehrte und einen Thesaurus der traditionellen Gesänge der süddeutschen Juden zusammengestellt hat, kannte die Handschriften, die sich heute dort befinden, offensichtlich nicht. Er ist 1938 verstorben, was vielleicht als terminus post quem für die Ankunft der Bände in Cincinnati angenommen werden kann. Die heute in Philadelphia befindlichen Bände stammen aus der Privatsammlung von Professor Eric Mandell, der einst in Bochum als Erich Mendel Kantor gewesen war. Mandell hat mindestens einen der Bände 1947 bei einem Buchhändler in New York gekauft. Laut Aussage des Verkäufers war dieser Band, vermutlich der erste der Sammlung, ein Jahrhundert zuvor in Heilbronn in Gebrauch gewesen. Mandell, der bis 1988 lebte, vermutete bereits einen Zusammenhang zwischen den Schriften in seiner Sammlung und denen in Cincinnati.

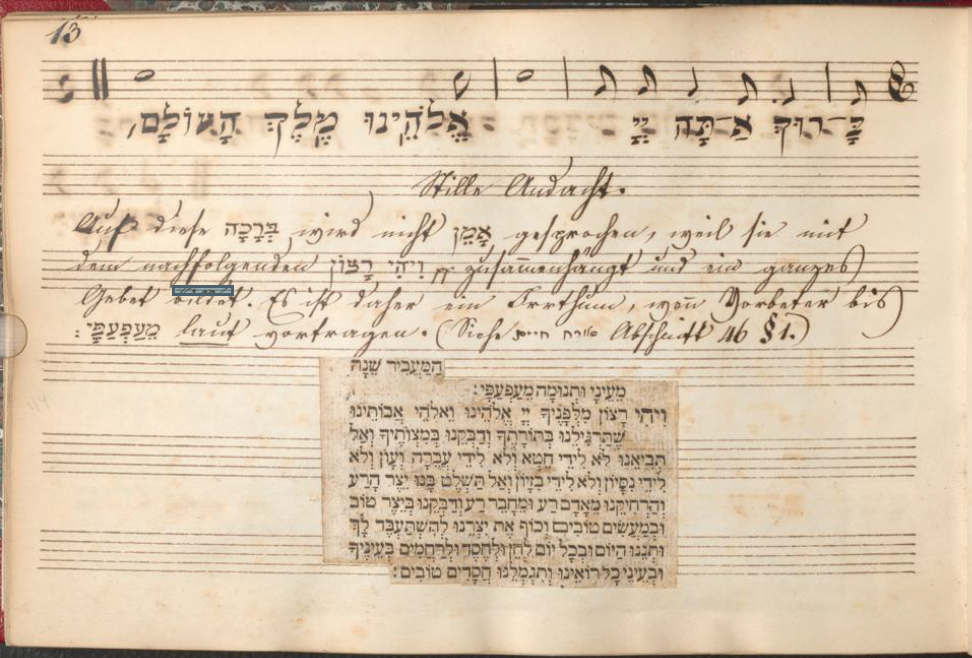
S. 13 aus Ms hebr oct 272 in Frankfurt

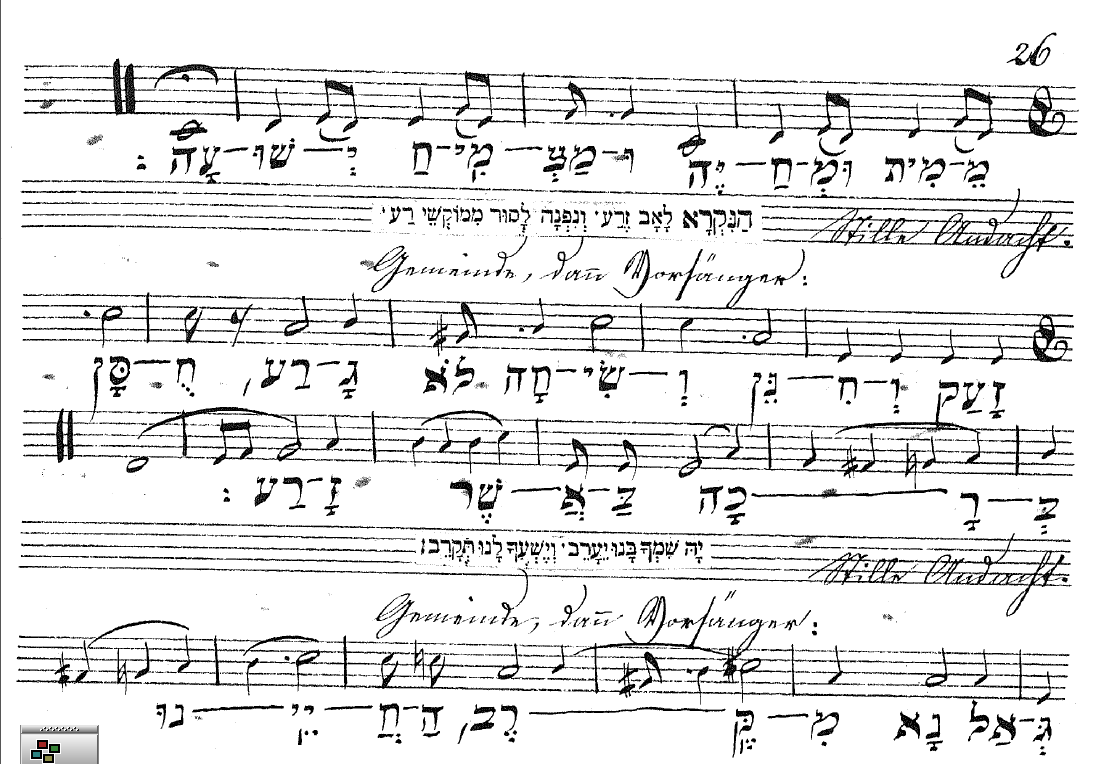
S. 26 aus Mus. hs. 2780 in Frankfurt

Professor Israel Adler wurde im Jahr 2000 von der Bibliothek in Frankfurt gebeten, die Zuweisung eines der dortigen Bände zu Baer zu verifizieren. Adler machte das fotokopierte Manuskript Geoffrey Goldberg zugänglich, dem dann der Nachweis gelang, dass die Schrift von Mayer Levi stammte. Ein Jahrzehnt später gelang ihm auch die Zuweisung des zweiten Frankfurter Manuskripts zu Levi. Dass noch weitere, heute verschollene Bände existiert haben müssen, geht aus verschiedenen Hinweisen Levis hervor.
Die Datierung der erhaltenen Manuskripte ist problematisch, da Levi nur den heutigen Band 2 und den heutigen Band 9 mit Jahreszahlen (1849 und 1862) versehen hat. Das früheste anzunehmende Datum für den ersten Band ist laut Goldberg das Jahr 1845, in dem Levi am Esslinger Lehrerseminar zu unterrichten begann. Äußere Anhaltspunkte wie etwa das Schriftbild lassen auf folgende Entstehungszeiten schließen: Band 1–5 (im Gratz College, „Serie A“) stammen wohl aus der Zeit von 1845 bis 1857, Band 6–9 (im Hebrew Union College, „Serie B“) aus der Zeit von 1857 bis 1862, Band 10 und 11 (in Frankfurt, „Serie C“) dürften kurz nach 1864 niedergeschrieben worden sein und Band 12–14 (im Gratz College, „Serie D“) stammt etwa aus der zweiten Hälfte der 1860er Jahre.
In den ersten vier Bänden, die bemerkenswert kalligraphisch gearbeitet sind, sind die deutschen Anmerkungen dem hebräischen Schriftfluss kunstvoll angeglichen, in den späteren wurden sie in Frakturschrift eingefügt. Dort finden sich außerdem auch eingeklebte Ausschnitte aus gedruckten Gebetbüchern, so dass ein Werk entstand, in dem die Anteile des Chasan und der Gemeinde am Gottesdienst zusammengeführt wurden. Die Musik ist fast durchgehend der mündlichen Überlieferung entnommen, eine Ausnahme bilden aber sechs Musikstücke, die Levi den Stuttgarter Choralgesängen entnahm, die 1837 und 1843 veröffentlicht wurden. Sein Hauptinteresse galt offenbar dem traditionellen Sologesang des Kantors, nicht den modernen Choralarrangements.
Der erste Band ist nicht durchgängig mit ausgeschriebener Notation versehen. Offensichtlich stellte Levi aber bald fest, dass die Fähigkeit der Studenten und Chasanim zur eigenständigen Improvisation nach vorgegebenen Andeutungen und Mustern nicht mehr ausreichte, so dass er später sämtliche Lieder und Melodien, die der Chasan im Gottesdienst zu singen hatte, komplett niederlegte. So erhielt sein Werk einen umfassenden Charakter und unterschied sich deutlich von später gedruckten Kompendien wie etwa denen des Selig Scheuermann oder des Fabian Ogutsch.
Um die hebräischen Silben den Noten genau zuordnen zu können, schrieb Mayer Levi auch die Noten von rechts nach links. Er fügte außerdem teilweise sehr ausführliche liturgisch-musikalische Anmerkungen hinzu, wie sie später auch von Baer verwendet wurden. 1854 versuchte Mayer Levi seine Aufschriebe veröffentlichen zu lassen. Moritz Eichberg, der oberste Stuttgarter Chasan, dem Levis Werk zur Begutachtung vorgelegt wurde, lehnte jedoch dessen Ansinnen ab. Er bestätigte zwar, dass die Melodien den Anforderungen der Überlieferung entsprachen und die Sammlung auch vollständig war – woraus man schließen kann, dass Levi zu diesem Zeitpunkt die erste Version seiner Sammlung schon abgeschlossen hatte, dass einst mehr Bände als heute existiert haben müssen und dass zumindest ein Teil der überlieferten Handschriften aus Abschriften früherer Fassungen bestehen muss –, bemängelte aber die Notenschreibung von rechts nach links und die Tatsache, dass das Werk, anders als westliche Musik, rhythmisch nicht durchgängig war. Levi arbeitete aber trotz dieser Ablehnung offenbar in dem ihm eigenen Stil weiter an der Sammlung. Interessant ist gerade diese wohl jahrzehntelange Arbeit am selben Stoff: Man kann anhand der Aufschriebe Levis erkennen, wie die traditionellen Gesänge unter geänderten Bedingungen langsam abgewandelt wurden. Damit unterscheiden sich die Manuskripte von Sammlungen wie etwa Salomon Sulzers Schir Zion oder Moritz Deutschs Handbuch für die Chasanim, die jeweils nur das Endergebnis einer Modernisierung überlieferter Gesänge wiedergeben. In den frühen Versionen sind die Melodien oft verziert und erweitert, während spätere Notationen des gleichen Stücks auf diese Schwierigkeiten verzichten. Phrygische Passagen z. B. wurden später nach Moll geändert, Melodien im „adonai malach“, was etwa dem Mixolydischen entspricht, nach Dur. Auch die Vokalisen, um die Mitte des 19. Jahrhunderts ein erbitterter Streit entstanden war, reduzierte und vereinfachte Levi oft, allerdings nicht so radikal wie manche seiner Zeitgenossen oder Nachkömmlinge. Mayer Levi versuchte die Melodien in einer tiefen Stimmlage niederzuschreiben, um die Schwierigkeiten zu hoher Töne zu vermeiden, und den Tonumfang zu reduzieren. Ferner befleißigte er sich im Laufe der Zeit einer strengen Rhythmisierung nach dem Muster der westlichen Musik des 19. Jahrhunderts.
Levis Aufzeichnungen dokumentieren eine Entwicklung eines Zweiges des Synagogengesangs, der mittlerweile als nahezu abgestorben gelten muss. In modernen aschkenasischen Synagogen ist, wie Goldberg schreibt, „die frühere Dualität zweier musikalischer Traditionen, derjenigen Osteuropas und derjenigen Westeuropas, der Hegemonie der osteuropäischen Traditionslinien gewichen.“ Anlässlich des hundertjährigen Jubiläums der Einweihung des Theodor-Rothschild-Hauses sowie des 75. Jahrestages seiner Schändung durch die Nationalsozialisten wurde am 10. November 2013 die 'Esslinger Judenmusik' des Stuttgarter Komponisten Georg Wötzer uraufgeführt, eine Sammlung von acht Stücken verschiedener Besetzung, in denen teilweise Melodien aus Levis Sammlung verwendet werden.

## Dokumentation des alten jüdischen Friedhofs in Esslingen

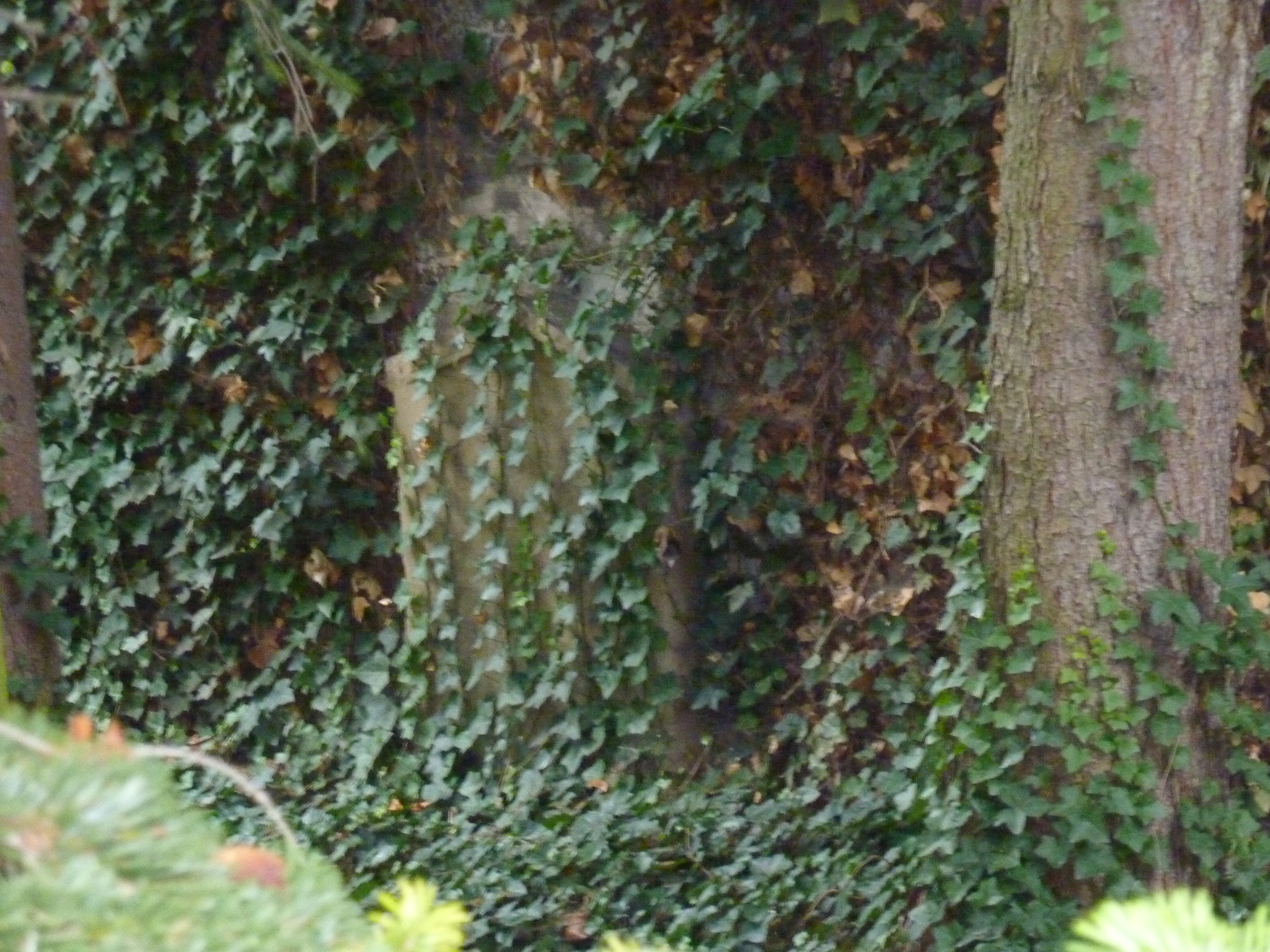
Blick in den alten jüdischen Friedhof Esslingen

Auf Mayer Levi geht auch eine Dokumentation des alten jüdischen Friedhofs in der Turmstraße und der Mittleren Beutau in Esslingen zurück. Im Jahr 1862 legte er eine Belegungsliste an und zeichnete einen Belegungsplan auf. Außerdem schrieb er die noch leserlichen Inschriften der Grabsteine ab und übersetzte einen Teil davon. Sein Friedhofsregister wurde 1938 durch das Reichssippenamt beschlagnahmt (Inventarnummer RSA J 855) und 1943 bis 1945 abgefilmt. Während Levis Originale verschollen sind, befinden sich die Filme im Besitz des Hauptstaatsarchivs Stuttgart (Signatur J 386, Band 186 mit 153 Seiten). Joachim Hahn profitierte später von Mayer Levis Arbeiten, als er eine Dokumentation zu dem Friedhof erstellte. Diese erschien 1994.